# 1652 Hergé

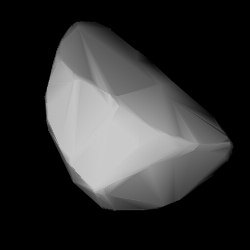
1652 Hergé

1652 Hergé là một tiểu hành tinh vành đai chính được phát hiện vào ngày 09 tháng 08 năm 1953 bởi Sylvain Julien Victor Arend, Uccle. Nó được đặt tên của vinh danh Georges Remi, còn được biết đến là Hergé.